# Rauhkopf (Venedigergruppe)
Der Rauhkopf, auch Raukopf, (3070 m ü. A.) ist ein Berg in der Venedigergruppe der Hohen Tauern in Österreich. Der Gipfel befindet sich weniger als einen Kilometer nördlich der Bonn-Matreier Hütte (2750 m ü. A.) und ist von dort neben dem Sailkopf (3209 m ü. A.) eines der recht leicht erreichbaren Gipfelziele.

## Anstieg
Der Anstiegsweg führt von der Bonn-Matreier Hütte zunächst auf dem Venediger Höhenweg ostwärts zur Kälberscharte. Von dort geht es in einem steilen Steig in einer erdigen Schuttrinne hinauf auf den Südostrücken und über diesen zunächst unschwierig bis kurz vor den Gipfel. Die letzten Meter zum Gipfel verlangen bei leichter Blockkletterei (Schwierigkeit II- nach UIAA)
Trittsicherheit und Schwindelfreiheit. Von der Hütte ist der Gipfel in etwa einer Stunde zu erreichen.